# Лиарамват, Сиритхон
Сиретхо́рн Лиарамва́т (тайск. สิรีธร ลีห์อร่ามวัฒน์; род. 4 декабря 1993, Бангкок) — тайская фотомодель и актриса, обладательница титула «Мисс Интернешнл 2019».

## Биография
Сиритхон Лиарамват родилась 4 декабря 1993 года в Бангкоке.
Сиритхон получила высшее образование в Университете Махидол, который закончила со степенью бакалавра в области фармацевтики. Затем она стала работать фармацевтом в Бангкоке.
В мае 2019 года стала победительницей национального конкурса красоты «Мисс Таиланд».
12 ноября 2019 года Сиритхон Лиарамват стала победительницей 59-го международного конкурса красоты «Мисс Интернешнл». Сиритхон стала первой представительницей Таиланда, выигравшей «Мисс Интернешнл» и второй тайкой после Порнтип Накирунканок (победительницы «Мисс Вселенная 1988»), которая выиграла один из конкурсов красоты, входящих в Большую четвёрку. Она была также названа континентальной королевой, получив титул «Мисс Интернешнл Азия».
Сиритхон носила корону «Мисс Интернешнл» в течение трёх лет и стала самой продолжительной победительницей в истории конкурса. Её долгое пребывание в этом титуле было связано с тем, что в 2020 и 2021 годах конкурс «Мисс Интернешнл» не проводился из-за пандемии COVID-19.